# Persico Dosimo
Persico Dosimo (Pérsech e Dóosem in dialetto cremonese) è un comune italiano di 3 242 abitanti della provincia di Cremona, in Lombardia. 

## Geografia fisica
Il comune di Persico Dosimo si estende immediatamente a nord di Cremona. La sede comunale è a Dosimo, situato lungo la strada provinciale che collega Cremona con Ostiano, a sette chilometri dalla città. Gli altri centri abitati che fanno parte del comune sono Persichello, che è la frazione più popolosa, Persico, Bettenesco, Quistro e Barbiselle.
Il territorio comunale è, come gran parte della provincia di Cremona, completamente pianeggiante. Non è attraversato da corsi d'acqua di particolare importanza, se si esclude il Cavo Robecco, un canale artificiale realizzato nel XVII secolo che scorre a lato della strada statale 45 bis Gardesana Occidentale, la principale via di comunicazione del territorio oltre all'Autostrada A21, la quale però, pur attraversandolo, non ha alcun casello entro i confini del comune.
In passato, dal XVI al XVIII, esisteva il comune di Acqualunga Sant'Abbondio, che a partire dal 1757 risulta essere aggregato al comune attuale.

## Storia
Il comune di Persico Dosimo venne istituito nel 1928 dalla fusione dei comuni di Carpaneta con Dosimo e di Persico.

### Simboli
Lo stemma del Comune di Persico Dosimo è stato concesso con decreto del presidente della Repubblica dell'8 dicembre 2007.
Il gonfalone è un drappo partito di verde e di giallo.

## Monumenti e luoghi d'interesse

### Villa Calciati
Nel territorio di Dosimo si trova Villa Calciati, antica dimora di caccia dei conti Calciati.
La Villa è ora utilizzata come location per ricevimenti e banchetti.

## Società

### Evoluzione demografica
Abitanti censiti